# Fruva vinculis
Fruva vinculis là một loài bướm đêm trong họ Noctuidae.